# London-Marathon 2019
| 39. London-Marathon    | 39. London-Marathon            |
| ---------------------- | ------------------------------ |
| Stadt                  | London, Vereinigtes Königreich |
| Datum                  | 28. April 2019                 |
| Distanz                | 42,195 Kilometer               |
| Sieger                 |                                |
| Männer                 | Eliud Kipchoge (2:02:37 h)     |
| Frauen                 | Brigid Kosgei (2:18:20 h)      |
| ← London-Marathon 2018 | London-Marathon 2020 →         |
| Website                | Offizielle Website             |

Der London-Marathon 2019 (offiziell: Virgin Money London Marathon 2019) war die 39. Ausgabe der jährlich stattfindenden Laufveranstaltung in London, Vereinigtes Königreich. Der Marathon fand am 28. April 2019 statt. Er war der sechste Lauf des World Marathon Majors 2018/19 und hatte das Etikett Gold der IAAF Label Road Races 2019.
Bei den Männern brach der zum vierten Mal in London erfolgreiche Eliud Kipchoge in 2:02:37 h seinen eigenen Streckenrekord, das Frauenrennen gewann Brigid Kosgei in 2:18:20 h mit fast zwei Minuten Vorsprung.
Das Rennen verzeichnete nach Veranstalterangaben mit 42.549 Finishern einen Teilnehmerrekord.

## Rennverlauf
Das 40 Minuten früher gestartete Elitefeld der Frauen folgte bei Temperaturen um 10 °C den drei fortan alleine vorneweg laufenden Tempomacherinnen (u. a. Halbmarathonweltrekordlerin Joyciline Jepkosgei) zunächst nicht, einzig die 42-jährige Australierin Sinead Diver nahm die Verfolgung auf und hatte bei Rennhalbzeit in 1:11:22 h noch einen Vorsprung von 16 Sekunden auf die ihr folgende Gruppe. Danach wurde das Rennen schneller, sodass sich die Kenianerin Brigid Kosgei und ihre Landsfrau sowie 5000-Meter-Olympiasiegerin Vivian Cheruiyot nach der 25-Kilometer-Marke – nun ohne im Feld verbliebene Tempomacherinnen – von einer aus Mary Keitany, Gladys Cherono und Roza Dereje bestehenden Dreiergruppe lösen konnten. Kosgei setzte sich nach 30 Kilometern leicht ab und baute, nachdem Cheruiyot zunächst noch einmal aufschließen konnte, ihren Vorsprung auf den letzten Kilometern rennentscheidend aus. Cheruiyot hatte im Ziel nach 2:20:14 h schließlich fast zwei Minuten Rückstand auf die in 2:18:20 h siegreiche Kosgei, dahinter entschied die Äthiopierin Dereje in 2:20:51 h den Kampf um Platz 3 gegen die zwei Kenianerinnen Cherono (2:20:52 h) und Keitany (2:20:58 h) knapp für sich. Auf den Plätzen folgte die US-amerikanische Debütantin Emily Sisson in 2:23:08 h und die in 2:24:11 h Hausrekord laufende Diver. Als beste Britin steigerte sich die zehntplatzierte Charlotte Purdue auf 2:25:38 h. Siegerin Kosgei legte die zweite Rennhälfte in 1:06:42 h und damit schneller als je eine Marathonläuferin zuvor zurück.
Auf Männerseite folgte die Gruppe der Favoriten den Tempomachern und lag nach 10 Kilometern (29:01 min) und bei der Halbmarathonmarke (1:01:37 h) jeweils in den Regionen des von Eliud Kipchoge gehaltenen Streckenrekords (2:03:05 h). Nach Kilometer 22 sorgte der auch diesmal an den Start gegangene Topfavorit Kipchoge von der Spitze weg mit konstant hohem Tempo dafür, dass die Gruppe zerfiel und 2017-Sieger Daniel Wanjiru, Ex-Weltrekordler Wilson Kipsang, Vizeweltmeister Tamirat Tola und der britische Mehrfacholympiasieger Mo Farah nicht mehr folgen konnten. Nachdem bei Kilometer 30 auch der Äthiopier Leule Gebrselassie zurückgefallen war, befanden sich schließlich noch seine Landsmänner Mosinet Geremew, Mule Wasihun und Shura Kitata in der Führungsgruppe um den weiterhin das Tempo bestimmenden Kipchoge. Während Kilometer 38 musste allerdings auch der Vorjahreszweite Kitata abreißen lassen und kurz vor Kilometer 40 konnten zunächst Wasihun sowie kurz danach Geremew das von Kipchoge angeschlagene Tempo nicht mehr mitgehen. Kipchoge beendete das Rennen daraufhin ungefährdet mit Streckenrekord von 2:02:37 h, je schneller gelaufen war zuvor nur er selbst bei seinem im Vorjahr erzielten Weltrekord. Dahinter blieb Geremew in 2:02:55 h als nach Kipchoge bis dato zweitschnellster Marathonläufer aller Zeiten noch unter 2:03 h, womit er den äthiopischen Nationalrekord von Kenenisa Bekele um 8 Sekunden steigerte. Wasihun komplettierte das Podium in 2:03:16 h, Kitata wurde in 2:05:01 h Vierter. Auf Rang 5 verpasste Farah in 2:05:39 h seinen eigenen Europarekord um 28 Sekunden, zwei Positionen dahinter kam sein Trainingspartner Bashir Abdi mit belgischem Nationalrekord von 2:07:03 h ins Ziel. Dem in 2:08:05 h neuntplatzierten Italiener Yassine Rachik folgte der Brite Callum Hawkins als Zehnter mit schottischen Rekord (2:08:14 h).

## Ergebnisse

### Männer
| Platz | Athlet             | Land                   | Zeit (h) |
| ----- | ------------------ | ---------------------- | -------- |
| 01    | Eliud Kipchoge     | Kenia                  | 2:02:37  |
| 02    | Mosinet Geremew    | Äthiopien              | 2:02:55  |
| 03    | Mule Wasihun       | Äthiopien              | 2:03:16  |
| 04    | Shura Kitata       | Äthiopien              | 2:05:01  |
| 05    | Mo Farah           | Vereinigtes Königreich | 2:05:39  |
| 06    | Tamirat Tola       | Äthiopien              | 2:06:57  |
| 07    | Bashir Abdi        | Belgien                | 2:07:03  |
| 08    | Leule Gebrselassie | Äthiopien              | 2:07:15  |
| 09    | Yassine Rachik     | Italien                | 2:08:05  |
| 10    | Callum Hawkins     | Vereinigtes Königreich | 2:08:14  |

### Frauen
| Platz | Athletin           | Land                   | Zeit (h) |
| ----- | ------------------ | ---------------------- | -------- |
| 01    | Brigid Kosgei      | Kenia                  | 2:18:20  |
| 02    | Vivian Cheruiyot   | Kenia                  | 2:20:14  |
| 03    | Roza Dereje        | Äthiopien              | 2:20:51  |
| 04    | Gladys Cherono     | Kenia                  | 2:20:52  |
| 05    | Mary Keitany       | Kenia                  | 2:20:58  |
| 06    | Emily Sisson       | Vereinigte Staaten     | 2:23:08  |
| 07    | Sinead Diver       | Australien             | 2:24:11  |
| 08    | Carla Salomé Rocha | Portugal               | 2:24:47  |
| 09    | Birhane Dibaba     | Äthiopien              | 2:25:04  |
| 10    | Charlotte Purdue   | Vereinigtes Königreich | 2:25:38  |